# Lomographa platyleucata
Lomographa platyleucata är en fjärilsart som beskrevs av Walker 1866. Lomographa platyleucata ingår i släktet Lomographa och familjen mätare. Inga underarter finns listade i Catalogue of Life.

## Bildgalleri

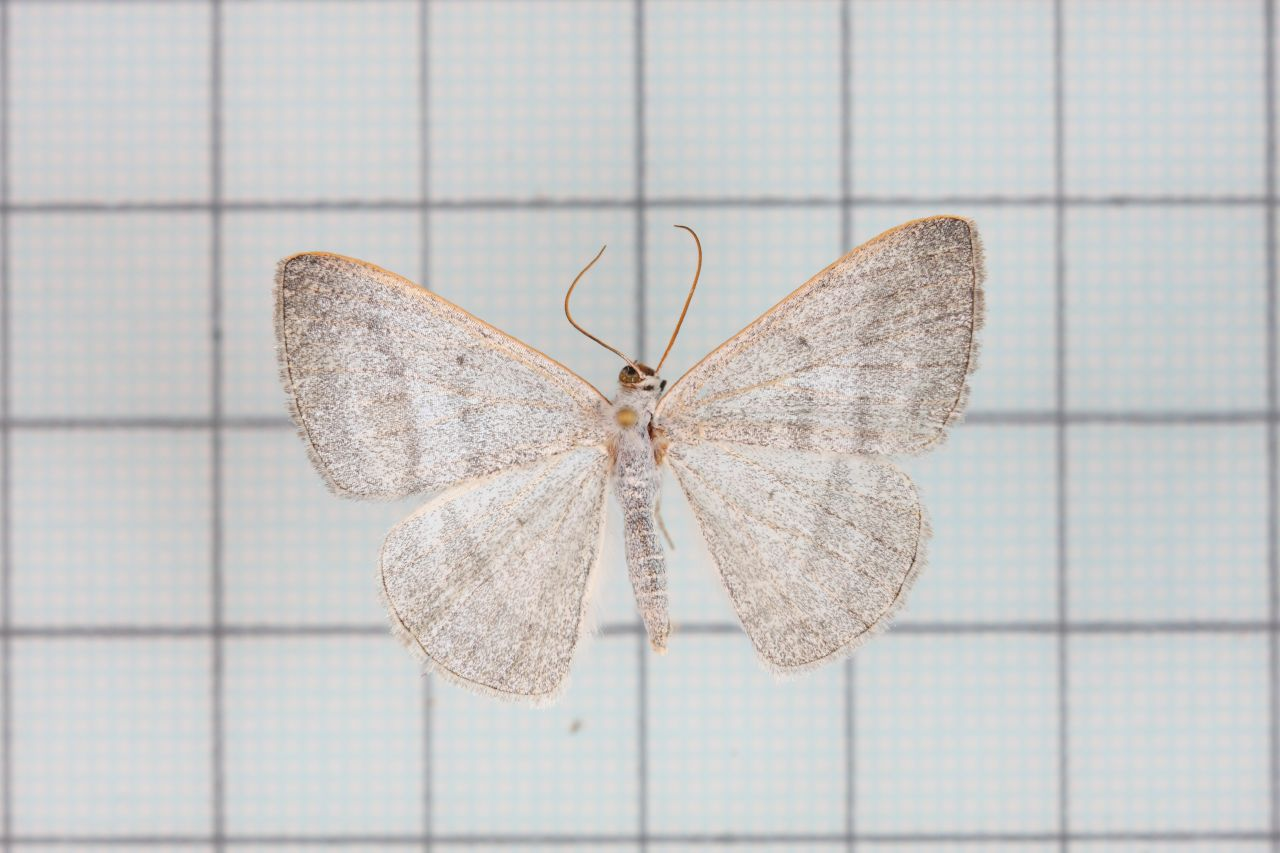
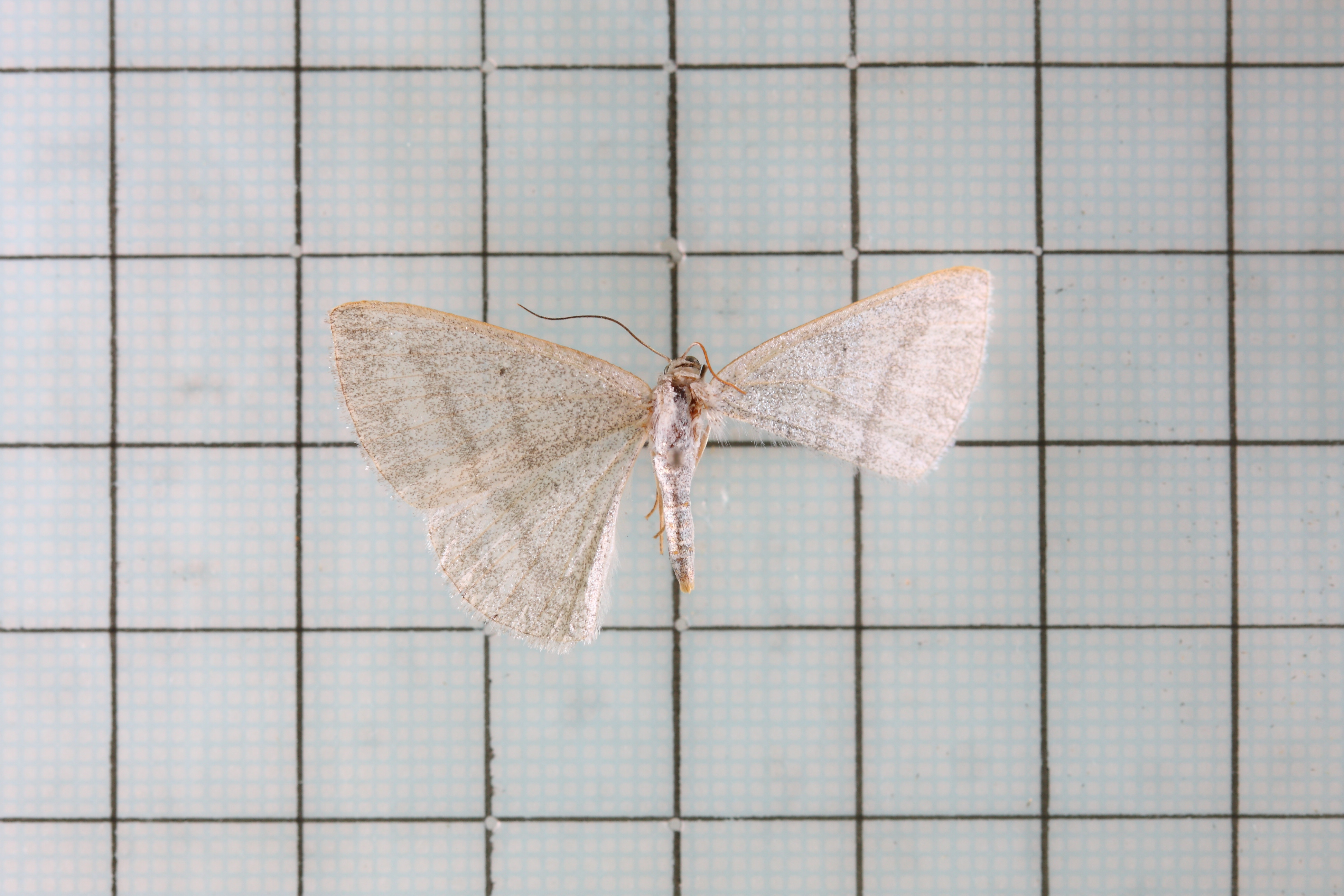